# Spergularia arbuscula
Spergularia arbuscula är en nejlikväxtart som först beskrevs av C. Gay och fick sitt nu gällande namn av Ivan Murray Johnston. 
Spergularia arbuscula ingår i släktet rödnarvar och familjen nejlikväxter. Inga underarter finns listade i Catalogue of Life.